# 近衛家久
近衛家久（1687年6月17日—1737年9月11日），是江戶時代中期的公卿；中御門天皇、櫻町天皇的關白，也是藤原北家攝關家的近衛家當主。

## 生涯
近衛家久在貞享四年（1687年）出生，是父母近衛家熙及憲子內親王（靈元天皇第二皇女）的兒子。元祿八年（1695年）敘從三位，位列公卿。
寶永八年（1711年）任內大臣，後曾轉任右大臣、左大臣。享保十一年（1726年）接替二條綱平成為關白。與一條家的公卿一條兼香長期對立。
元文二年（1737年）他逝世，享年51歲。
| 王位覬覦者                         | 王位覬覦者                              | 王位覬覦者                         |
| ---------------------------------- | --------------------------------------- | ---------------------------------- |
| 前任： 近衛家熙                    | 近衛家當主 1736年11月5日－1737年9月11日 | 繼任： 近衛內前                    |
| 前任： 二條綱平                    | 藤氏長者 1726年6月30日－1736年10月1日   | 繼任： 二條吉忠                    |
| 官衔                               |                                         |                                    |
| 前任： 久我通誠                    | 內大臣 1711年4月12日－1715年9月9日      | 繼任： 二條吉忠                    |
| 前任： 二條綱平                    | 右大臣 1715年9月9日－1722年6月16日      | 繼任： 二條吉忠                    |
| 前任： 二條綱平                    | 左大臣 1722年6月16日－1726年10月10日    | 繼任： 二條吉忠                    |
| 前任： 二條綱平                    | 關白 1726年6月30日－1736年10月1日       | 繼任： 二條吉忠                    |
| 空缺上一位持有相同頭銜者：近衛家熈 | 太政大臣 1733年3月10日－1734年1月31日   | 空缺下一位持有相同頭銜者：一條兼香 |
| 军职                               |                                         |                                    |
| 前任： 二條綱平                    | 左大將 1706年12月29日－1713年1月14日    | 繼任： 九條師孝                    |